# Phularwan
Phularwan é uma cidade do Paquistão localizada na província de Punjab.